# Bark!
Pour les articles homonymes, voir Bark (homonymie).
Pour plus de détails, voir Fiche technique et Distribution.
Bark! est une comédie dramatique américaine réalisée par Katarzyna Adamik et sortie en 2002.

## Fiche technique
- Titre original : Bark!
- Réalisation : Katarzyna Adamik
- Scénario : Heather Morgan
- Photographie : Irek Hartowicz
- Montage : Jim Makiej
- Musique : Eric Colvin
- Costume : Anita Cabada
- Décors : Kristin Myrdahl
- Producteur : Tom Reed
  - Producteur exécutif : Alicia Allain
  - Producteur délégué : Patrick Dollard, Rick Hess et Trevor Macy
  - Producteur associé : Darcin Wdowczak-Thomas
  - Coproducteur : Rick Moran, Heather Morgan et Brian Oliver
- Sociétés de production : Highwire Films Ltd., Overseas FilmGroup et Propaganda Films
- Sociétés de distribution : TVA International et First Look Media
- Pays d'origine :  États-Unis
- Langue originale : anglais
- Format : couleur
- Genre : Comédie dramatique
- Durée : 100 minutes
- Dates de sortie :
  - États-Unis :
    - 11 janvier 2002 (Sundance)
    - 28 mars 2003 (Cleveland)

## Distribution
- Lee Tergesen : Peter
- Heather Morgan : Lucy
- Lisa Kudrow : Darla
- Vincent D'Onofrio : Malcolm
- Hank Azaria : Sam
- Mary Jo Deschanel : Betty
- Scott Wilson : Harold
- Aimee Graham : Rebecca
- Wade Williams : Tom
- Jane Chung : la vieille dame